# Ophthalmitis clararia
Ophthalmitis clararia är en fjärilsart som beskrevs av Walker 1866. Ophthalmitis clararia ingår i släktet Ophthalmitis och familjen mätare. Inga underarter finns listade i Catalogue of Life.